# NGC 2081
NGC 2081 (również ESO 57-SC13) – gromada otwarta powiązana z mgławicą emisyjną, znajdująca się w gwiazdozbiorze Złotej Ryby. Należy do Wielkiego Obłoku Magellana. Została odkryta w 1834 roku przez Johna Herschela.